# Begone di Tolosa
Begone detto anche Bego (760 circa – 28 ottobre 816) fu conte di Tolosa, duca di Settimania e conte di Parigi.

## Origine
Figlio del conte di Parigi, Gerardo I (?-779. Il suo nome compare in diversi documenti di Pipino il Breve, a partire dall'anno 747 ed in uno di Carlomagno, del 775) e di Rotrude, presunta figlia di Carlomanno d'Austrasia (707-754), figlio di Carlo Martello (676-741).

## Biografia
Quando, nell'806, Guglielmo di Gellone abdicò, Begone gli subentrò come conte di Tolosa, duca di Settimania e come consigliere (viceré) del re d'Aquitania, Ludovico il Pio.
Fondò e rese prosperosa l'abbazia benedettina di Saint-Maur-des-Fossés.
Nell'815, dopo l'ascesa al trono imperiale di Ludovico il Pio, ricevette anche il titolo di conte di Parigi, in seguito alla morte del fratello maggiore, Stefano I, che è citato da Eginardo tra i quindici conti che furono testimoni del testamento di Carlomagno, nell'814. 
Secondo gli Annales Hildesheimenses, Begone, definito amico del re, morì l'anno seguente (816), il 28 di ottobre, secondo i necrologi dell'Abbazia di Saint-Germain-des-Prés.
La contea di Parigi andò al fratello minore, Leotardo I, mentre la contea di Tolosa andò a Berengario il Saggio.

## Discendenza
Sposò Alpaïs (?-852), forse figlia illegittima dell'imperatore d'Occidente Carlo Magno, ma secondo gli Annales Hildesheimenses e secondo il cronista francese Flodoardo (894–966), la moglie di Begone era la figlia illegittima del re di Aquitania e futuro imperatore, Ludovico il Pio.
Begone ed Alpaïs ebbero tre (o quattro) figli: 
- Leotardo, citato da Flodoardo assieme alla madre Alpais, per una donazione[7], futuro conte di Parigi, come Leotardo II
- Everardo, citato da Flodoardo assieme alla madre Alpais, per una donazione[7]
- Susanna (ca. 810-?), citata in un documento dell'abbazia di Saint-Benoît-sur-Loire[3]
- Engeltrude, che andò in sposa, in prime nozze, al marchese d'Istria Unifredo (?-dopo l'808) conte di Argengau e Linzgau, ed, in seconde nozze, al conte Unroch (?-853).

### Fonti primarie
- (LA)  Monumenta Germaniae Historica, tomus II, versione online.
- (LA)  Flodoardo, Remensis canonicus, Historiae Remensis.
- (LA) Annales Hildesheimenses, versione online.

### Letteratura storiografica
- René Poupardin, "Ludovico il Pio", cap. XVIII, vol. II (L'espansione islamica e la nascita dell'Europa feudale) della Storia del Mondo Medievale, pp. 558–582.